# ميروسلاف ديرونييتش
ميروسلاف ديرونييتش (بالصربية: Мирослав Дероњић) (6 يونيو 1954 - 19 مايو 2007) كان مجرم حرب من صرب البوسنة والهرسك حيث وجهت إليه المحكمة الجنائية الدولية ليوغوسلافيا السابقة تهمة الاضطهاد وهي جريمة ضد الإنسانية تتعلق بمجزرة غلوغوفا في قرية غلوغوفا البوسنية.
شغل ديرونييتش منصب رئيس مجلس بلدية براتوناك للحزب الديمقراطي الصربي من عام 1990 إلى عام 1992 وكان فيما بعد عضو في مجلس إدارتها الرئيسي. في هذا الدور أمر بالهجوم على غلوغوفا. تم القبض على ديرونييتش في البوسنة والهرسك في 7 يوليو 2002. وقد دفع في البداية بأنه غير مذنب في جميع التهم وأقر في وقت لاحق بأنه مذنب في تهمة واحدة بالاضطهاد. وفي 30 مارس 2004 حُكم عليه بالسجن عشر سنوات.
كان ديرونييتش يقضي عقوبته في السويد حيث توفي عن عمر يناهز 52 عام بسبب السرطان في المستشفى.